# Висбаден
Ви́сба́ден (нем. Wiesbaden (произношениео файле), лат. Aquae Mattiacae, Aquae Mattiacorum) — город в Германии, административный центр федеральной земли Гессен.
Висбаден — второй по величине город Гессена после Франкфурта. По состоянию на 30 сентября 2021 года население составляло 278 609 человек.
Название Wiesbaden буквально означает «луговые ванны». Один из старейших курортов Европы, в нём находятся 26 горячих и несколько холодных термальных источников. С 1905 года, когда его население достигло 100 тысяч, стал считаться крупным городом.

## География
Висбаден находится на правом (восточном) берегу Рейна при впадении Майна в Рейн. На другом берегу Рейна находится город Майнц. Висбаден и Майнц исторически были городами-соперниками. Майнц известен как католический центр с консервативными порядками. Висбаден был городом-курортом с преобладанием протестантов.

## История

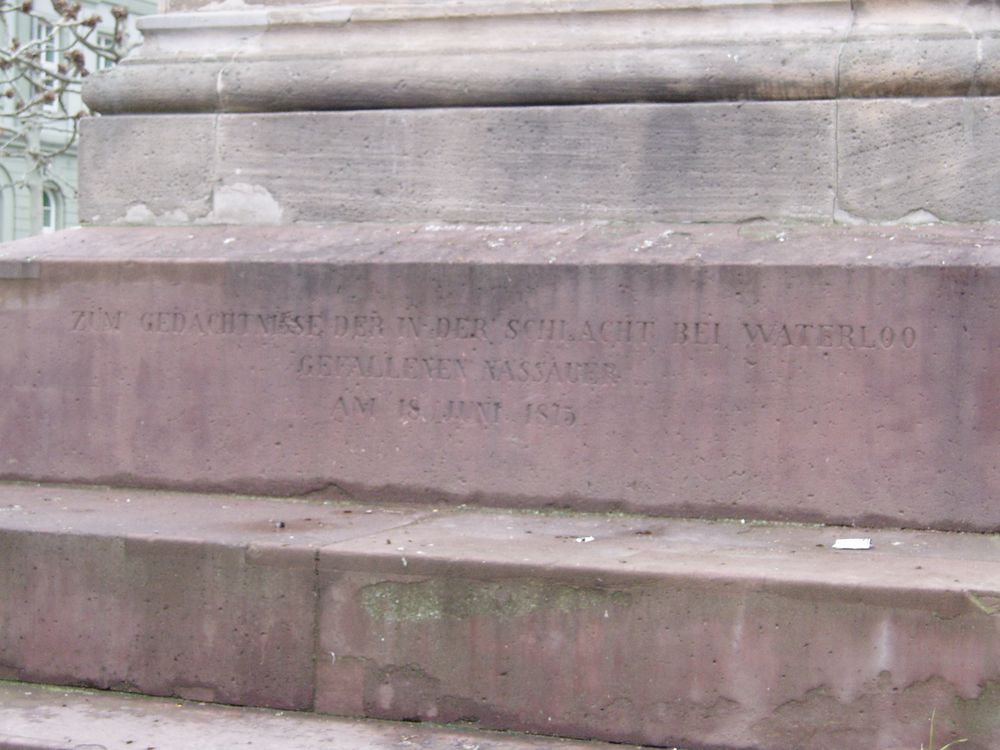
Памятник жителям Гессен-Нассау, павшим в битве при Ватерлоо

Ранние поселения на территории Висбадена относятся к эпохе неолита. Горячие источники известны со времен Римской империи — первое известное упоминание относится к 77 году н. э. в «Естественной истории» Плиния Старшего. Место называлось тогда «Aquae Mattiacorum» (рус. Источники Маттиаков) по имени проживавшего в этих местах дружественного римлянам хаттского племени.
В 260 году крепость заняли алеманны. В 370 году римляне и алеманны объединились, за алеманнами было закреплено право на Висбаден, и они должны были участвовать в защите Римской империи от других германских племён. В 496 году алеманны были покорены Хлодвигом и присоединены к Франкскому государству. В VIII веке франки построили Королевский Двор («Königshof», «curtis regia»). Между 828 и 830 годами Эйнхард упоминает название «Висбада». Это было первое историческое упоминание Висбадена под современным названием.
В 1170-е Нассау приобрели Висбаден во владение и правили городом до 1242 года, пока архиепископ Майнцский не занял город и не сжёг его. Висбаден снова стал частью земель Нассау в 1270 году. В 1329 дом Нассау и Висбаден получили право чеканить монету от имени короля Людовика IV Баварского. Из-за участия в Крестьянской Войне Висбаден утратил все привилегии в 1525 году на сорок лет. За это время город стал протестантским центром, первым лютеранским пастором с 1 января 1543 года был Вольф Дентенер. В 1566 году городу вернули привилегии. Самое старое здание города — ратуша, которая строилась с 1609 по 1610 год. Пожары города 1547 и 1561 годов привели к разрушению старых зданий.
В 1815 году столица Нассау была перенесена в Висбаден, и в городе возникла резиденция герцога. С этого времени город стал активно обстраиваться и приобретать величественный вид. В 1866 году во время Австро-прусской войны Нассау приняло сторону Австрии. Поражение Австрии в войне привело к ликвидации герцогства и аннексии Нассау прусскими войсками. Возникла прусская провинция Гессен-Нассау.
Рядом с городом находился военный аэродром нацистской Германии, но котором одно время дислоцировалась 51-я истребительная эскадра «Мёльдерс» военно-воздушного флота нацистской Германии. 
После Второй мировой войны по инициативе США была организована земля Гессен и Висбаден стал административным центром Американской зоны оккупации Германии. Американские войска присутствуют в Висбадене до сих пор, их численность составляет 2 119 человек, все они дислоцированы при выезде из города в сторону Франкфурта, на базе оккупационных войск и сил Висбаден-Эрбенхайм.
В Висбадене располагаются Федеральное ведомство уголовной полиции Германии, Федеральное статистическое ведомство, Федеральный институт демографии, Германский центр клинической диагностики.

## Население

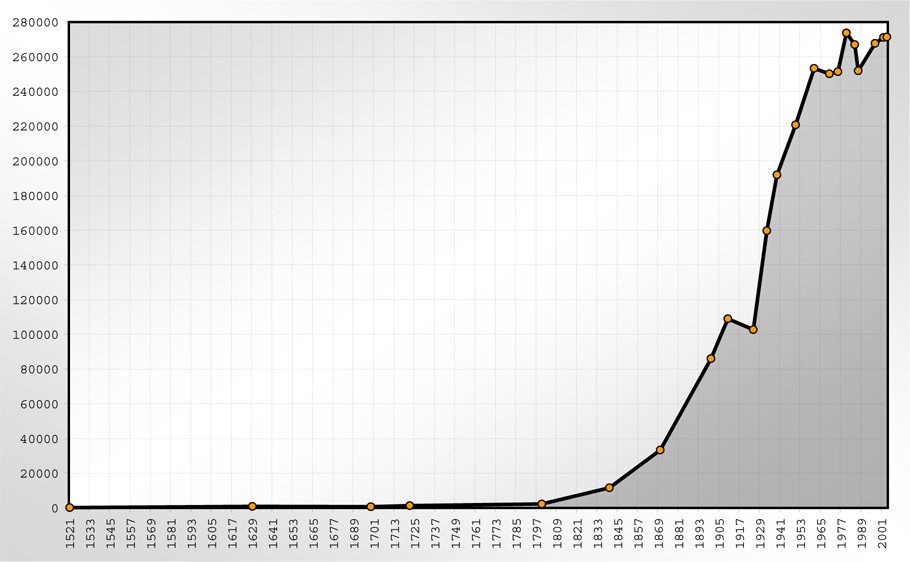
Статистика численности населения

| Год и численность (чел.) |         |
| ------------------------ | ------- |
| 1521                     | 192     |
| 1629                     | 915     |
| 1699                     | 730     |
| 1722                     | 1329    |
| 1800                     | 2239    |
| 1 декабря 1840           | 11 648  |
| 3 декабря 1861           | 20 800  |
| 3 декабря 1864           | 26 600  |
| 3 декабря 1867           | 30 100  |
| 1 декабря 1871           | 35 500  |
| 1 декабря 1875           | 43 700  |
| 1 декабря 1880           | 50 238  |
| 1 декабря 1885           | 55 454  |
| 1 декабря 1890           | 64 670  |
| 2 декабря 1895           | 74 133  |
| 1 декабря 1900           | 86 111  |
| 1 декабря 1905           | 100 953 |
| 1 декабря 1910           | 109 002 |
| 1 декабря 1916           | 90 310  |
| 5 декабря 1917           | 86 555  |
| 8 октября 1919           | 97 566  |
| 16 июня 1925             | 102 737 |
| 16 июня 1933             | 159 755 |
| 17 мая 1939              | 170 354 |
| 31 декабря 1945          | 172 083 |
| 29 октября 1946          | 188 370 |
| 13 сентября 1950         | 220 741 |
| 25 сентября 1956         | 244 994 |
| 6 июня 1961              | 253 280 |
| 31 декабря 1965          | 260 331 |
| 27 мая 1970              | 250 122 |
| 31 декабря 1975          | 250 592 |
| 31 декабря 1980          | 274 464 |
| 31 декабря 1985          | 266 623 |
| 25 мая 1987              | 251 871 |
| 31 декабря 1990          | 260 301 |
| 31 декабря 1995          | 267 122 |
| 31 декабря 2000          | 270 109 |
| 30 сентября 2005         | 274 865 |
| 31 декабря 2005          | 274 611 |
| 31 декабря 2010          | 275 976 |
| 31 декабря 2015          | 276 218 |
| 31 декабря 2017          | 278 654 |
| 30 сентября 2021         | 278 609 |

## Политика
Мэры с 1849 года по настоящее время:
| - 1849—1868: Генрих Фишер, бургомистр - 1868—1882: Вильгельм Ланц, бургомистр - 1882—1883: Кристиан Шлихтер, бургомистр - 1883—1913: Карл Бернхард фон Ибелл - 1913—1919: Карл Глэссинг - 1919—1929: Фриц Траверс (ГНП, мэр с 1919 по 1923) - 1930—1933: Георг Крюкке (ГНП) - 1933—1937: Альфред Шульте (НСДАП) - 1937—1945: Эрих Микс (НСДАП) - 1945—1946: Георг Крюкке (СвДП) | - 1946—1953: Ганс Генрих Редлхаммер (ХДС) - 1954—1960: Эрих Микс (СвДП) - 1960—1968: Георг Бух (СДПГ) - 1968—1980: Руди Шмидт (СДПГ) - 1980—1982: Георг-Берндт Ошатц (ХДС) - 1982—1985: Ганс-Йохим Йенч (ХДС) - 1985—1997: Ахим Экснер (СДПГ) - 1997—2007: Хильдебранд Диль (ХДС) - 2007—2013: Хельмут Мюллер (ХДС) - 2013—2019: Свен Герих (СДПГ) - с 2019: Герт-Уве Менде (СДПГ) |

## Экономика

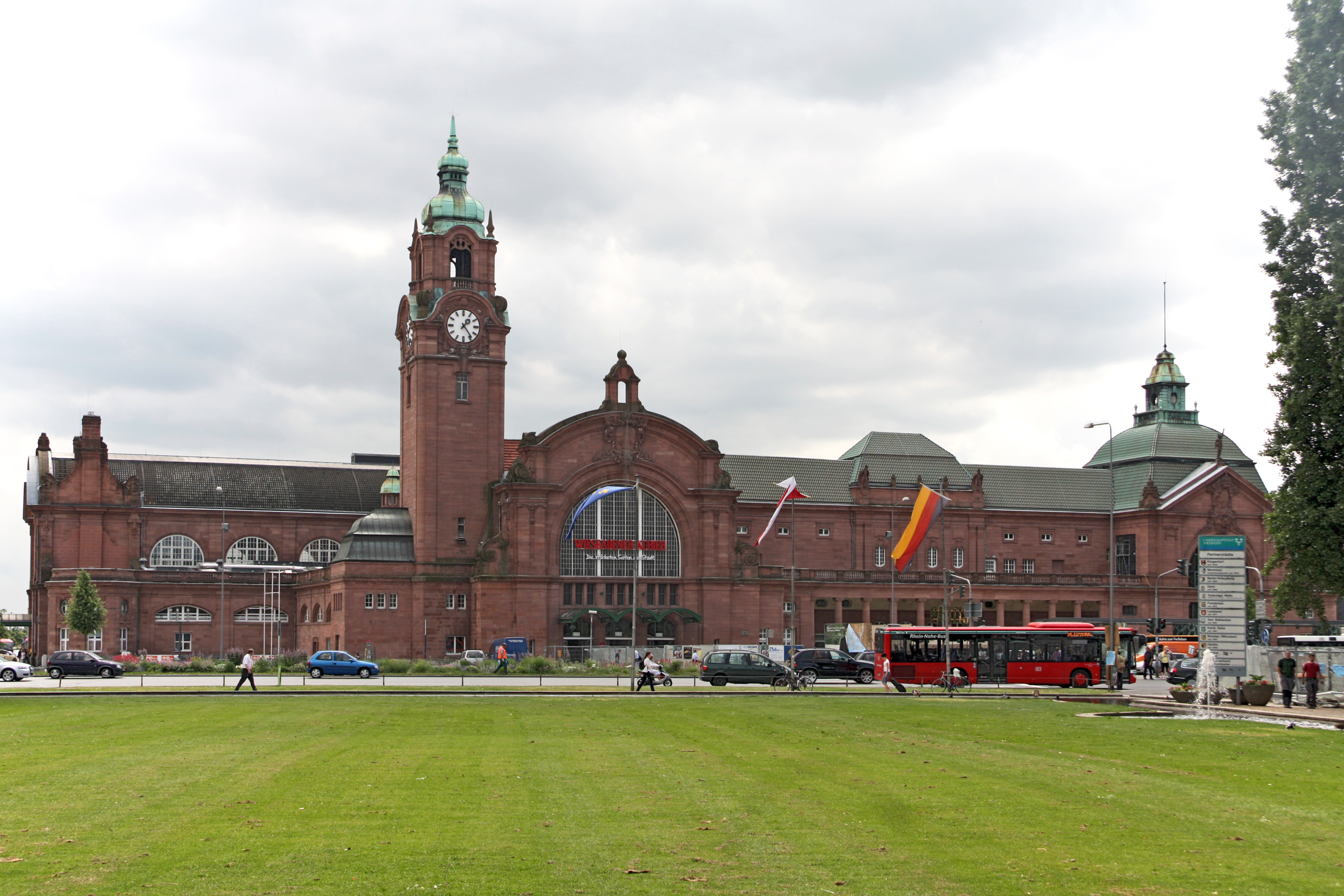
Вокзал

## Транспорт
- Висбаден находится в 25 км от аэропорта Франкфурта
- на территории города находятся несколько железнодорожных станций, в т.ч. Главный вокзал (Хауптбанхоф, нем. Hauptbahnhof), соединяющие Висбаден с соседними городами: Франкфуртом, Дармштадтом, Майнцем, Лимбургом и Кобленцем.
- Акватория Рейна и Майна в черте города входит в федеральное водное сообщение. Так, на берегу Рейна находится порт Ширштайн (нем. Schiersteiner Hafen), на территории которого находятся несколько лодочных станций.

## Культура, наука и образование
- Университет прикладных наук Висбадена[нем.].
- Висбаденская обсерватория
- Академия Музыки Висбадена

Начиная с 2001 года проходит кинофестиваль «Go East», цель которого начать подлинный культурный диалог и обмен Запада и Востока.

## Достопримечательности

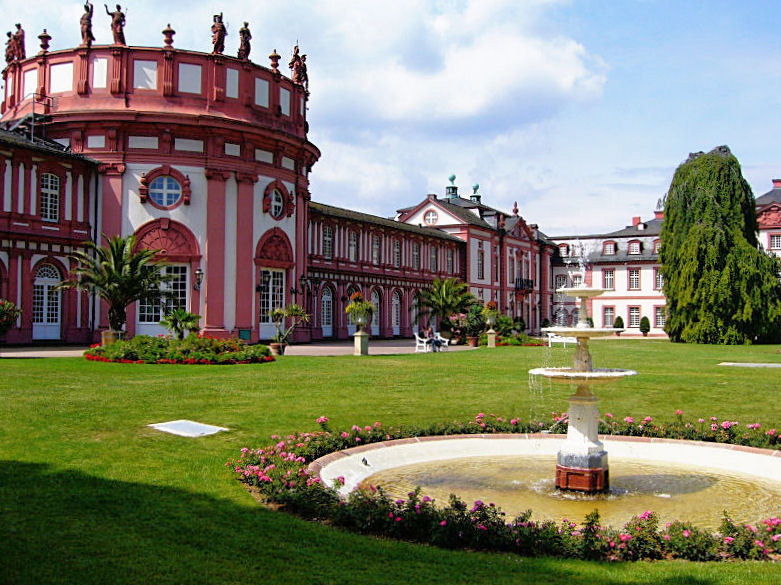
Бибрихский дворец

- Бибрихский дворец — крупный дворец в стиле барокко.
- Дворцовая площадь, на которой находятся герцогский дворец, построенный Вильгельмом, герцогом Нассау в 1840 году и Новая ратуша (1887 год). Старая ратуша, построенная в 1610 году, является самым старым зданием города.
- Церковь Маркткирхе, построенная в 1852—1862 годах в неоготическом стиле. Её западная башня высотой 92 метра делает церковь самым высоким зданием в городе.
- Музей Висбадена, один из трёх музеев Гессена, помимо музеев в Касселе и Дармштадте, включающий выставку современного искусства, коллекции картин различных художников и коллекции древностей герцогства Нассау.
- Гора Нероберг — возвышенность, расположенная на севере Висбадена, с которой открывается панорама города.
- Казино Висбадена, одно из самых знаменитых зданий Висбадена, в котором побывали Рихард Вагнер, Отто фон Бисмарк и Элвис Пресли. Фёдор Михайлович Достоевский неоднократно играл здесь на рулетке во время поездок по Европе в 1862—1871 годах, что описал в романе Игрок (1866), темой которого стала всепоглощающая страсть к азартным играм. Последний раз писатель играл на рулетке в Висбадене 16 апреля 1871 года, когда после проигрыша навсегда избавился от страсти к игре[6]. Теперь один из залов казино назван в его честь.
- Пещера Лейхтвейса, туристический объект, расположена в окрестностях города.

### Храм Святой Елизаветы

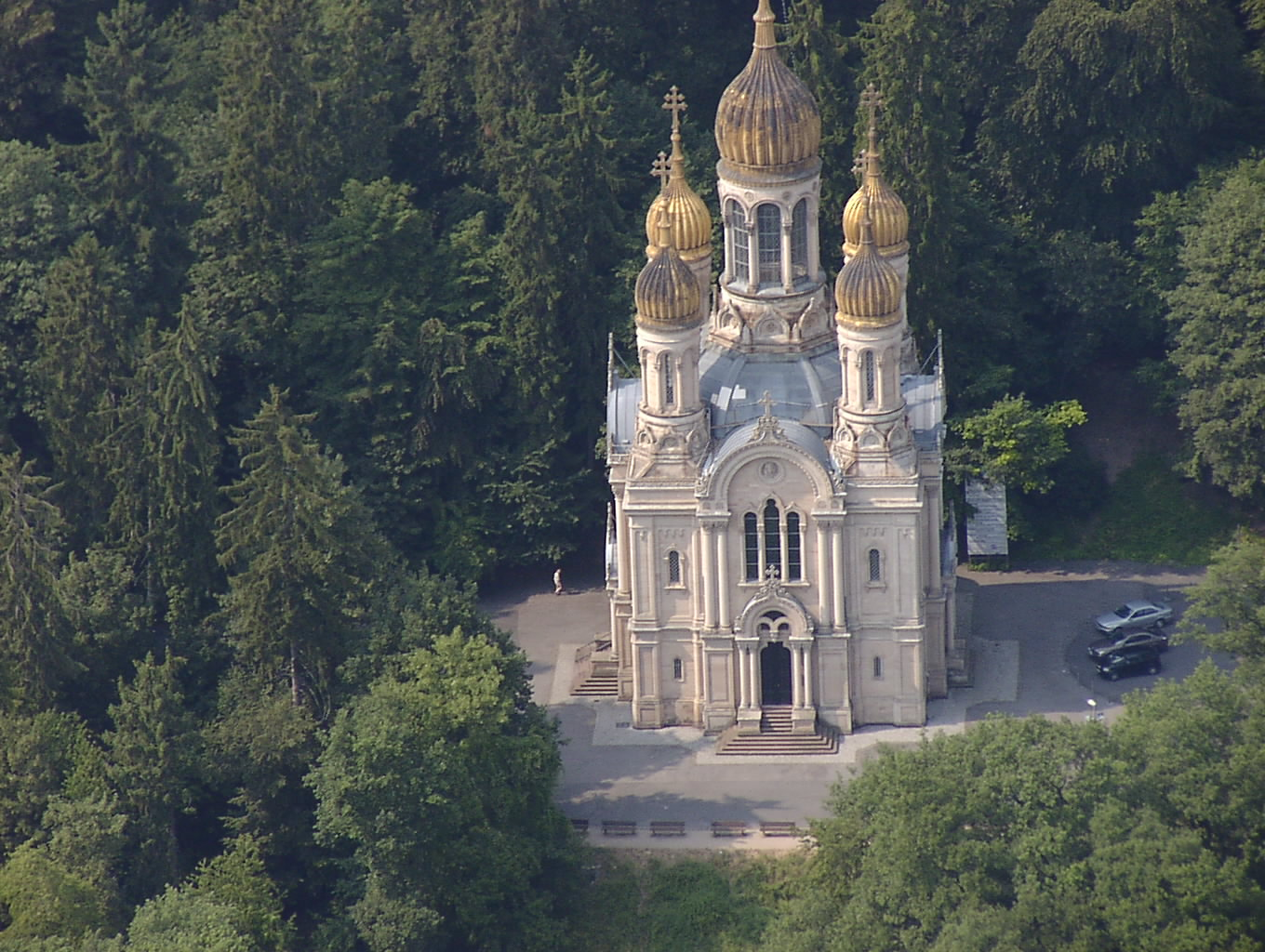
«Греческая капелла» Русская православная церковь в Висбадене (2006 год)

- Русский храм святой Елизаветы («Греческая капелла») сооружён в 1848—1855 годах, на горе Нероберг в память о безвременно ушедшей из жизни герцогине Нассау, российской Великой Княгине Елизавете Михайловне. Проект храма осуществил архитектор из Нассау Филипп Гофман. В свой проект Гофман перенёс впечатления от строившегося в центре Москвы Храма Христа Спасителя. С точки зрения истории искусства, храм относится к памятникам романтического стиля архитектуры Нассау, однако его церковное предназначение, в соединении с традициями русской православной архитектуры, придаёт ему совершенно специфический характер. В северной части храма находится часовня, в которой стоит саркофаг из каррарского мрамора. На саркофаге — лежащая фигура Великой Княгини Елизаветы. Внутри храм облицован несколькими видами драгоценного мрамора: чёрный — египетский, белый — каррерский, серый мрамор из Швеции, красно-коричневый из Германии, мрамор цвета слоновой кости с острова Родос. Свод храма украшен фресками работы О. Р. Якоби. Все иконы на иконостасе были исполнены профессором Императорской академии искусств в Санкт-Петербурге Карлом фон Неффом. Нефф расписывал Храм Христа Спасителя в Москве, Исаакиевский собор в Санкт-Петербурге. В 1896 году русский царь Николай II, посетивший Висбаден вместе с членами Императорского Двора, выкупил храм св. Елисаветы вместе с участком земли и леса (включая кладбище) на собственные деньги. Таким образом, храм св. Елисаветы в Висбадене сегодня принадлежит Русской православной церкви заграницей (РПЦЗ), в частности, Берлинской и Германской Епархии.

## Города-побратимы

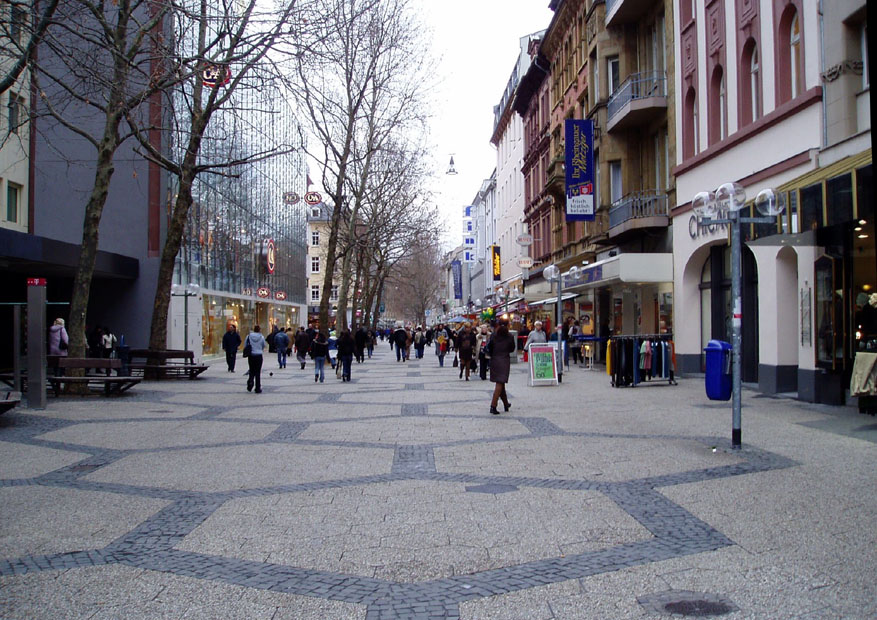
Пешеходный центр Висбадена

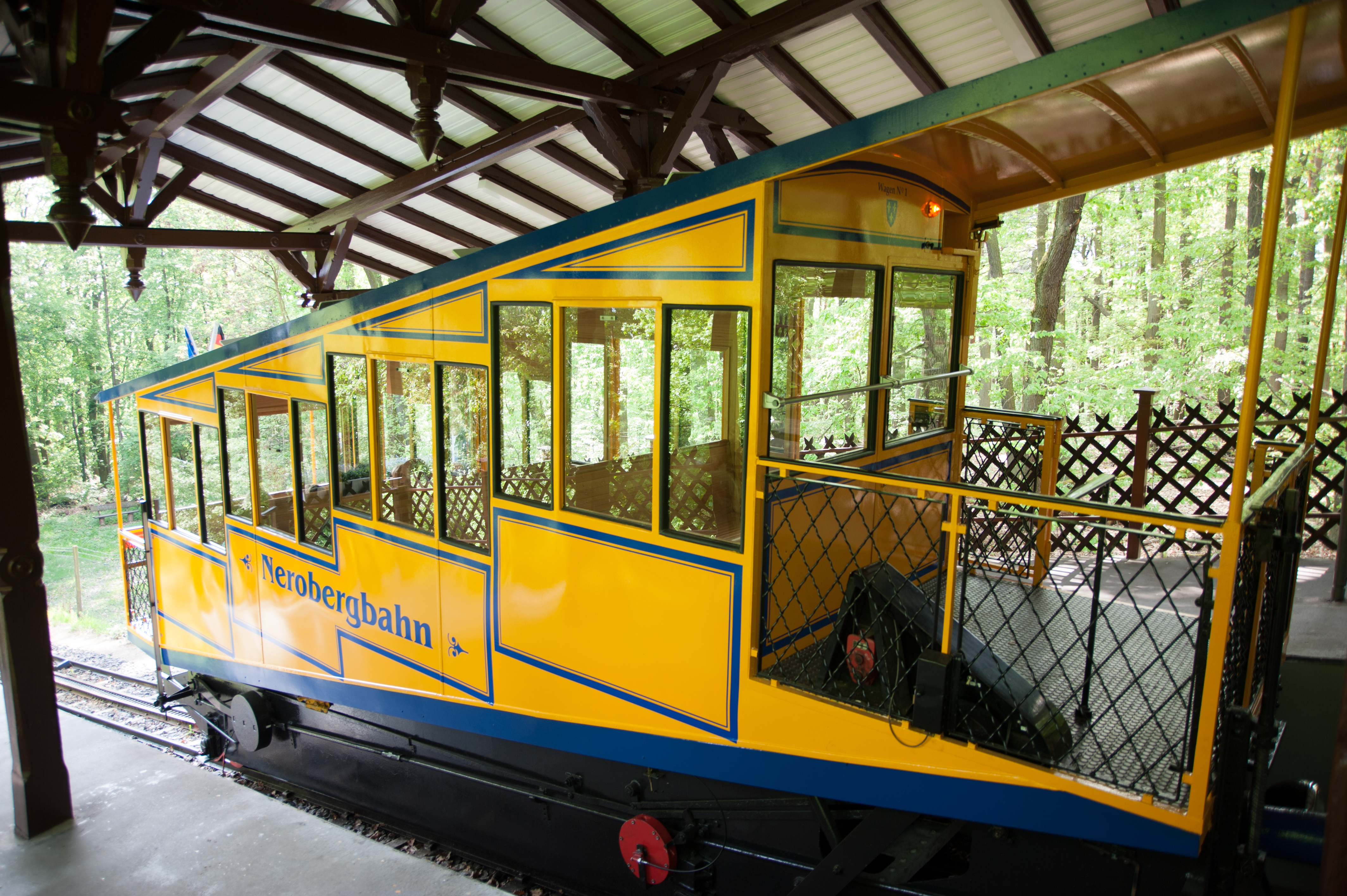
Неробергский фуникулёр

| - Гёрлиц, Германия - Клагенфурт, Австрия - Любляна, Словения - Монтрё, Швейцария - Табридж, Великобритания - Сан-Себастьян, Испания - Степанаван, Армения | - Кфар-Сава, Израиль - Гент, Бельгия - Каменец-Подольский, Украина - Вроцлав, Польша - Окоталь, Никарагуа - Гларус, Швейцария |

## В астрономии
В честь Висбадена названы 2 астероида: (717) Визибада, открытый в 1911 году, и (765) Маттиака. Оба астероида открыты немецким астрономом Францем Кайзером, уроженцем города.